# Walter Egan
Pour les articles homonymes, voir Egan.
Walter Egan (né le 12 juillet 1948), Jamaica (Queens), New York) est un musicien américain de rock connu pour son hit en 1978: Magnet and Steel, inclus dans son album Not Shy produit par Lindsey Buckingham et Richard Dashut.
Buckingham a aussi coproduit le premier album d'Egan Fundamental Roll avec Stevie Nicks. Magnet and Steel fait partie de la bande originale du film de 1997 Boogie Nights. Egan a également écrit Hearts on Fire qui fut repris par Gram Parsons sur son album Grevious Angel.